# Сідней Верба
Сідней Верба (англ. Sidney Verba; 26 травня 1932, Нью-Йорк, США — 4 березня 2019) — американський політолог, роботи якого є класикою сучасної політичної науки.

## Біографія
Закінчив Гарвардський університет (бакалавр, 1953). У 1957 році в Принстському університеті отримав ступінь магістра, в 1959 році захищає докторську дисертацію.
Викладав політологічні дисципліни в університетах: Принстона (1960—1964), Стенфорда (1964—1968), Чикаго (1968—1972), Гарварда (з 1972). У 1984—2006 роках був директором Гарвардської університетської бібліотеки і входив до складу ради директорів Видавництва Гарвардського університету (англ. Harvard University Press).
Обіймав посади: віце-президента (1972—1973) Асоціації міжнародних досліджень, віце-президент (1979—1981) і президент (1994—1995) Американської асоціації політичної науки. Брав активну участь у діяльності Національної дослідницької ради і Дослідницької ради з соціальних наук.

## Наукова діяльність
У 1940—1960 роки політична наука як дисципліна набуває характеру сучасної «професії». Факультети політичної науки, державного управління та політики вперше виникли в кінці XIX ст. на основі співробітництва і завдяки спільним зусиллям істориків, юристів і філософів. У перші десятиліття XX в. в багатьох американських університетах такі факультети вже існували, однак вважалися «другорядними». У 1903 році була заснована Американська асоціація політичної науки, в яку входило трохи більше 200 фахівців. А в даний час вона об'єднує понад 13 тис. індивідуальних учасників, у тому числі і Сідней Верба. В основному це викладачі вищих навчальних закладів, організовані по секціях численних субдисциплін. Більшість асоційованих членів має вчений ступінь доктора політичної науки, присвоєну в одному з провідних центрів підготовки здобувачів. Як правило, для її отримання необхідно здати певне число іспитів за фахом і методології, а також здійснити великий дослідницький проект. Наукова репутація вченого оцінюється за кількістю публікацій, рекомендованих до видання «думкою рівних». Просування на науковому терені зазвичай залежить від позитивних відгуків колег, що займаються вивченням аналогічних проблем. Виходить кілька десятків періодичних журналів по окремих галузях політичної науки, матеріали яких публікуються після схвалення іншими фахівцями в цій галузі.
До 1990-х років Сідней Верба пройшов всі ці щаблі наукової діяльності і став професійно вивчати різноманітні функціональні напрямки політичної науки як дисципліни, що мають загальноприйняту концепцію предмета дослідження. І як наслідок — міцно утвердився в світовій науковій свідомості.

### Роботи, які зробили його знаменитим
Алмонда Г., Верба С. «Громадянська культура і стабільність демократії». У цій роботі Сідней Верба і Г.Алмонд висунули і розробили таке поняття, як громадянська культура, давши йому визначення.
Громадянська культура — це змішаний тип політичної культури, в якому поряд з переважанням складових культури активістського типу (плюралізм, раціоналізм, взаємна довіра, згода щодо цілей політики) органічно присутні елементи патріархальної і підданських культур (звідси-наявність помірної політичної пасивності і деяких традиційних цінностей)
Ще одна з найбільш важливих робіт Верби — це «Порівняльна політична культура». У ній Сідней Верба дав визначення поняттю політична культура
Політична культура — це феномен, що задає форму вираження зв'язку між подіями в політиці і поведінкою індивідів як реакції на них; хоча політична поведінка індивідів і груп-це відповідь на дії офіційних осіб з уряду, війни, виборчі кампанії тощо, воно ще більшою мірою визначається тим значенням, яке надається кожному з цих подій людьми, їх спостереженнями. Можна сказати, що політична культура-всього тільки прояв того, як люди сприймають політику і як вони інтерпретують побачене.

## Спадщина Сіднея Верби
Сідней Верба вніс величезну роль у розвиток політичної науки. У другій половині минулого сторіччя він спробував виділити такий тип політичної культури, який би найбільшою мірою сприяв стабільному функціонуванню та розвитку саме ліберальної демократії. Вчений, до речі, працював у біхевіористській (тобто по суті соціобіологічній) політичній традиції, але водночас перебував під сильним впливом методології Макса Вебера — відомого ліберального мислителя. Виділивши три типи політичної культури (парафіяльну, подданнічну і партиципаторну). Автор виявив, що найбільш явно громадянська культура представлена в США та Великій Британії.

### Типологія політичних культур
Широку популярність в науці отримала класифікація політичної культури, запропонована Вербою і Алмондом в одному з найважливіших праць світовій політології «Громадянська культура» (1963). Аналізуючи і зіставляючи основні компоненти і форми функціонування політичних систем Англії, Італії, ФРН, США і Мексики, вони виділили три «чистих» типи політичної культури: парафіяльна або парокіальна (англ. parochial, від гр. para — близько, біля oikos — місце проживання, домогосподарство; інакше — місницькі, патріархальна), для якої характерна відсутність інтересу людей до політики, знань про політичну систему і суттєвих очікувань від її функціонування; подданічна (англ. subject), де сильна орієнтація на політичні інститути, але невисокий рівень індивідуальної активності громадян; партиципаторна, або активістська (англ. participant), що відображає зацікавленість громадян у політичній участі і прояв ними відповідної активності.

## Прихильники і противники
Верба належить до числа активно працюючих і авторитетних політологів (один з найбільш згадуваних в літературі спеціального характеру), що мають статус інтеграторів науки. Багато істориків вважають, що противники у цього видатного політолога і незрівнянного директора бібліотеки Гарвардського університету були і є, лише тому, що заздрили його успішній кар'єрі.

## Нагороди
Неодноразово удостоювався престижних премій і нагород у тому числі:
- 1968 — Член Американської академії наук і мистецтв.
- 1972 і 1976 рр. — Премія Американської асоціації політичної науки за найкращу книгу.
- 1993 — премія ім. Дж. Медісона за внесок у розвиток політичної науки.
- 2002 — Премія Югана Шютте в політичних науках.

## Роботи Верби Сіднея
- 2006 — Voice and Equality: Civic Voluntarism in American Politics. Cambridge: Harvard University Press — with Kay Lehman Schlozman and Henry Brady. ISBN 0-674-94292-2; ISBN 978-0-674-94292-9 (cloth) ISBN 0-674-94293-0; ISBN 978-0-674-94293-6 (paper)
- 2005 — Contest of Symbols: The Sociology of Election Campaigns through Israeli Ephemera by Hanna Herzog (Foreword by Sidney Verba). Cambridge: Harvard University Press. ISBN 0-674-01796-X; ISBN 978-0-674-01796-2 (paper)
- 2002 — Elites and the Idea of Equality: A Comparison of Japan, Sweden, and the United States. Cambridge: Harvard University Press—with Steven Kelman, Gary R. Orren, Ichiro Miyake, Joji Watanuki, Ikuo Kabashima, and G. Donald Ferree. ISBN 0-674-24685-3; ISBN 978-0-674-24685-0 (cloth) ISBN 0-674-24686-1; ISBN 978-0-674-24686-7 (paper)
- 2001 — The Private Roots of Public Action: Gender, Equality, and Political Participation. Cambridge: Harvard University Press—with Nancy Burns and Kay Lehman Schlozman. ISBN 0-674-00601-1; ISBN 978-0-674-00601-0 cloth) ISBN 0-674-00660-7; ISBN 978-0-674-00660-7
- 1994 — Designing Social Inquiry: Scientific Inference in Qualitative Research Princeton: Princeton University Press — with Gary King and Robert Keohane. ISBN 0-691-03470-2; ISBN 978-0-691-03470-6 (cloth) ISBN 0-691-03471-0; ISBN 978-0-691-03471-3 (paper)
- 1985 — Equality in America: A View from the Top Cambridge: Harvard University Press—with Gary R. Orren. ISBN 0-674-25960-2; ISBN 978-0-674-25960-7 (cloth) ISBN 0-674-25961-0; ISBN 978-0-674-25961-4 (paper)
- 1963 — The Civic Culture: Political Attitudes and Democracy in Five Nations. Princeton: Princeton University Press—with Gabriel Almond. [reprinted by Little, Brown, Boston, 1980. ISBN 0-316-03490-8; ISBN 978-0-316-03490-6 (cloth)], [reprinted by Sage Publications, London ISBN 0-8039-3558-7; ISBN 978-0-8039-3558-7 (paper)]
- 1961 — Small Groups and Political Behavior: A Study of Leadership. Princeton: Princeton University Press. ISBN 0-691-09333-4; ISBN 978-0-691-09333-8 (cloth)